# Luciano Leitoa
Luciano Ferreira de Sousa, mais conhecido como Luciano Leitoa (Parnaíba, 22 de junho de 1980) é um político brasileiro filiado ao Partido Democrático Trabalhista (PDT) e ex-prefeito de Timon.
Casado e pai de dois filhos, estudou Ciências Contábeis e Ciência da Computação na UESPI – Universidade Estadual do Piauí, e posteriormente cursou Direito na FSA – Faculdade Santo Agostinho, também no Piauí. Filho do engenheiro Chico Leitoa que por duas vezes foi prefeito da cidade de Timon, Luciano iniciou sua carreira política eleito no ano de 2002 o deputado federal mais jovem de toda a história do país, porém não foi reeleito na eleição seguinte, mas deixou um bom trabalho naquela casa, sendo inclusive deputado campeão de emendas da Câmara dos Deputados.

## Vida pública
Surgiu na política como presidente da Juventude Socialista do Partido Democrático Trabalhista (PDT), e anos mais tarde torna-se membro da executiva.
Em 2002, foi eleito deputado federal pelo PDT, com votação de 47 432 votos, naquela ocasião o deputado federal mais jovem do Brasil.
Assume por um breve período a Secretaria de Articulação Política de São Luís, capital do Maranhão, e licencia-se do cargo de deputado federal por três meses.
Durante a 52ª legislatura, o nome do deputado Luciano Leitoa teve amplo destaque no noticiário nacional por ser campeão na liberação de emendas.
Ainda no mandato, e convidado pelo seu tutor na Câmara Miguel Arraes, segue para a nova sigla a qual pertenceria até os dias atuais, o Partido Socialista Brasileiro (PSB).
No PSB é membro da executiva nacional e secretário geral da executiva estadual do partido no seu estado base. Em 2006 não é reeleito deputado, mas se destaca como partícipe fundamental na vitória de Jackson Lago como governador do Maranhão, no 2º turno.
No novo governo, torna-se diretor do Departamento Estadual de Infra-estrutura e Transporte - DEINT. Em 2008, concorre pela primeira vez ao cargo de prefeito de Timon obtendo 44,27% dos votos válidos, um total de 33.422 votos, contudo sem lograr êxito.
Desenvolveu o trabalho de articulação política viajando por vários municípios do Maranhão, promovendo discussões relacionadas a conjuntura política que se forma para as eleições do ano de 2010. E no mesmo ano é eleito deputado estadual com 40.739 votos.
Luciano foi eleito prefeito de Timon em 2012, ainda no primeiro turno, com 59,93% dos votos válidos, ou 49.250 votos, vencendo o candidato situacionista Edivar Ribeiro do Partido do Movimento Democrático Brasileiro (PMDB).
No PSB, foi eleito presidente da executiva estadual do Maranhão em 2013.
Retornou ao PDT em abril de 2022. Candidato a deputado estadual, recebeu 26.680 votos, não logrando êxito.